# Pandemonium (jogo eletrônico)
Pandemonium!, também chamado de Magical Hoppers no Japão, é um jogo eletrônico de plataforma do estilo Jump 'n' run com gráficos 2,5D desenvolvido pela Toys for Bob e publicado pela Crystal Dynamics, que foi lançado em 1996 para PlayStation, Sega Saturn, Microsoft Windows, N-Gage, e iPhone OS.
Pandemonium! apresenta Jester Fargus, um bobo da corte, e Nikki, uma aprendiz de feiticeira, que involuntariamente lança um feitiço que destrói a cidade. O objetivo do jogo é alcançar o "Wishing Engine", onde eles podem desejar que a cidade volte ao normal. Para cada nível, o jogador pode escolher qual personagem ser. Cada um tem um movimento especial – Fargus tem um ataque especial giratório, e Nikki pode pular duas vezes. O jogo consiste em uma grande variedade de objetos de jogabilidade únicos, como melancias, nuvens, teias de aranha e troncos. Uma sequência, en:Pandemonium 2 ("Miracle Jumpers" no Japão), foi lançada em 1997 para PlayStation e Microsoft Windows.

## Enredo
Na terra de Lyr, um bobo da corte impopular chamado Jester Fargus, e seu fantoche Sid, estão buscando uma nova carreira. Enquanto isso, uma talentosa acrobata chamada Nikki, cansada da vida carnavalesca, foge para perseguir seu sonho de ser uma feiticeira. Fargus, Sid e Nikki se encontram em um seminário "Wizards in Training" no Castelo Lancelot. O seminário acaba sendo bastante chato, então durante uma pausa Nikki e Fargus roubam o livro de feitiços do orador e levam-no para a varanda alta com vista para a aldeia.
Quando Nikki começa a praticar com o livro mágico, Fargus e Sid a instigam a realizar um feitiço de 10º nível. Com algumas palavras mágicas, um monstro verde chamado Yungo aparece e consome toda a aldeia. Eles procuram no livro como se livrar do monstro. O livro revela que eles terão que se dirigir até a terra de Lyr para obter um desejo via Máquina do Desejo ("Wishing Engine"). Com um mapa do livro para ajudá-los, eles partem em sua jornada.
Quando eles encontram o Wishing Engine, ele diz-lhes que eles podem fazer três desejos. Fargus deseja uma galinha só para confirmar que funciona. Nikki deseja que a vila tenha sido devolvida como era antes do feitiço ser lançado. Nikki e Fargus são teletransportados de volta para o topo do Castelo Lancelot. Yungo cospe a aldeia e é puxado de volta para sua própria dimensão. Nikki pondera o que aconteceu com seu terceiro desejo, e Fargus admite que, por desejo de compartilhar sua alegria com o mundo, ele desejava que todos em casa pudessem ser como ele, inadvertidamente transformando todos na aldeia em clones de Fargus. Nikki e Fargus resignam-se a outra viagem ao Wishing Engine.

## Jogabilidade
No início de cada nível, o jogador pode escolher qual dos dois personagens usar. Cada um deles tem um movimento característico: Jester Fargus pode executar um ataque especial giratório, enquanto Nikki pode realizar saltos duplos.
Espalhados pelos níveis estão upgrades que permitem que ambos os personagens ataquem inimigos com ataques mágicos de vários tipos. Na versão para PlayStation, Saturno e PC, o jogo consiste em 18 níveis, enquanto a versão N-Gage é dividida em 11 níveis.
Nas versões do PlayStation e do Saturno, o progresso é salvo usando um sistema de password. A versão japonesa do jogo, chamada Magic Hoppers, tem mudanças significativas na história, personagens e cutscenes e é distribuída pela Bandai.

## Honrarias
Em um artigo de 2004, a revista GamesTM mencionou este jogo na sua lista de "10 Joias do PlayStation Subestimadas".